# Øster Nykirke Sogn
Øster Nykirke Sogn er et sogn i Grene Provsti (Ribe Stift).
I 1800-tallet var Øster Nykirke Sogn et selvstændigt pastorat. Det hørte til Nørvang Herred i Vejle Amt. Øster Nykirke sognekommune blev ved kommunalreformen i 1970 indlemmet i Give Kommune, som ved strukturreformen i 2007 indgik i Vejle Kommune.
I 1915 blev Vonge Kirke indviet, og Vonge blev et kirkedistrikt i Øster Nykirke Sogn. I 2010 blev Vonge Sogn udskilt som selvstændigt sogn.
I Øster Nykirke Sogn ligger Øster Nykirke der med 130 m o.h. er den ene af Danmarks to højest beliggende kirker; den deler rekorden med Ruts Kirke på Bornholm.
I Øster Nykirke Sogn findes følgende autoriserede stednavne:
- Alsted Mark (bebyggelse)
- Assenholt (bebyggelse)
- Haugstrup (bebyggelse, ejerlav)
- Kollemorten (bebyggelse, ejerlav)
- Lindbjerg (bebyggelse)
- Mølgårde (bebyggelse)
- Nykirke Fælleshede (bebyggelse)
- Nørre Tinnet (bebyggelse, ejerlav)
- Oksenbjerge (bebyggelse, ejerlav)
- Sønder Kollemorten (bebyggelse, ejerlav)
- Sønder Tinnet (bebyggelse, ejerlav)
- Tyskland (bebyggelse)
- Vonge (bebyggelse, ejerlav)
- Vonge Bavnehøj (areal)
- Vonge Mark (bebyggelse)
- Vonge Sønderhede (bebyggelse)
- Vongeskov (bebyggelse)
- Ørnsholt (bebyggelse, ejerlav)
- Øster Nykirke (bebyggelse)